# ルキウス・アウレリウス・オレステス (紀元前103年の執政官)
ルキウス・アウレリウス・オレステス（ラテン語: Lucius Aurelius Orestes、生没年負傷）は、紀元前2世紀後期の共和政ローマの政治家・軍人。紀元前103年に執政官（コンスル）を務めた。

## 出自
オレステスが属するアウレリウス氏族が勃興したのは比較的遅く、紀元前3世紀の半ばになって重要な公職につくようになった（氏族で最初に執政官になったのは、紀元前252年のガイウス・アウレリウス・コッタ）。従って、紀元前2世紀にはすでに十分な財力と影響力を有していたものの、いわゆるノビレス（新貴族）とみなされていた。父は同名で紀元前126年の執政官ルキウス・アウレリウス・オレステス 、祖父も同名で紀元前157年の執政官ルキウス・アウレリウス・オレステス と思われる。

## 経歴
執政官就任前のオレステスの経歴は不明である。しかしながら、ウィッリウス法の規定から逆算して、遅くとも紀元前106年にはプラエトル（法務官）に就任したはずである。
紀元前103年に執政官に就任。同僚は2年連続3回目となるガイウス・マリウスで、ユグルタ戦争の勝利ため、兵士や市民の間で人気があった。マリウスは実質的にディクタトル（独裁官）に近い権力を有しており、
キンブリ族との戦いに備えて、軍制改革を進めた。一方で、執政官としてのオレステスの業績は、現存する資料には残っていない。しかしながら、任期完了前に死去したとされる。

## 参考資料

### 古代の資料
- プルタルコス『対比列伝』

### 研究書
- Egorov A. "Julius Caesar. Political biography" - St. Petersburg. : Nestor-History, 2014. - 548 p. - ISBN 978-5-4469-0389-4 .
- Klebs E., : Aurelius 181. In: Paulys Realencyclopadie der classischen Antiquity Science (RE). Volume II, 2, Stuttgart 1896, Col. 2515.